# Niedere Börde
Niedere Börde ist eine Einheitsgemeinde im Landkreis Börde in Sachsen-Anhalt.

## Geografie
Das Gemeindegebiet befindet sich am Nordrand der fruchtbaren Magdeburger Börde mit Bodenwertzahlen bis 100. Im Norden der Einheitsgemeinde fließt die Ohre und befindet sich der Mittellandkanal. Dort geht die Börde in die Colbitz-Letzlinger Heide mit leichten Sandböden über. Im südlichen Teil der Gemeinde ist die Landschaft durch den Übergang von der Hohen Börde zum Urstromtal der Elbe mit Höhenunterschieden von bis zu 70 m geprägt.
Nächstgelegene größere Städte sind Haldensleben etwa 10 km nordwestlich, Wolmirstedt etwa 10 km östlich und die Landeshauptstadt Sachsen-Anhalts Magdeburg rund 20 km südöstlich.

### Gemeindegliederung
Als Ortsteile (Ortschaften) der Gemeinde sind ausgewiesen:
| PLZ   | Ortschaft                    | Einwohner   | Die Ortschaften von Niedere Börde (anklickbare Karte) |
| ----- | ---------------------------- | ----------- | ----------------------------------------------------- |
| 39326 | Dahlenwarsleben mit Gersdorf | 920 und 408 | Die Ortschaften von Niedere Börde (anklickbare Karte) |
| 39326 | Groß Ammensleben             | 1.178       | Die Ortschaften von Niedere Börde (anklickbare Karte) |
| 39326 | Gutenswegen                  | 653         | Die Ortschaften von Niedere Börde (anklickbare Karte) |
| 39326 | Jersleben                    | 644         | Die Ortschaften von Niedere Börde (anklickbare Karte) |
| 39326 | Klein Ammensleben            | 682         | Die Ortschaften von Niedere Börde (anklickbare Karte) |
| 39326 | Meseberg                     | 380         | Die Ortschaften von Niedere Börde (anklickbare Karte) |
| 39326 | Samswegen mit Bleiche        | 1.703       | Die Ortschaften von Niedere Börde (anklickbare Karte) |
| 39345 | Vahldorf                     | 455         | Die Ortschaften von Niedere Börde (anklickbare Karte) |

(Einwohnerzahl am 24. Februar 2023)
Als Wohnplätze der Gemeinde sind ausgewiesen:
- Gipshütte
- Heidberg
- Campingplatz Jersleber See

### Einwohnerentwicklung
(jeweils zum 31. Dezember):
- 1990 – 6.938
- 1995 – 7.017
- 2000 – 7.893
- 2001 – 7.850
- 2002 – 7.898
- 2003 – 7.904
- 2005 – 7.741
- 2006 – 7.680
- 2007 – 7.604
- 2013 – 7.127
- 2014 – 7.119
- 2015 – 7.099
- 2019 – 7.111
- 2021 – 7.079
- 2023 – 7.023
- 2024 – 6.913
- 2025 – 6.851

## Geschichte
Die Gemeinde Niedere Börde entstand am 1. Januar 2004 aus dem freiwilligen Zusammenschluss der Gemeinden Dahlenwarsleben/Gersdorf, Groß Ammensleben, Gutenswegen, Jersleben, Klein Ammensleben, Meseberg, Samswegen und Vahldorf, welche vorher der Verwaltungsgemeinschaft Niedere Börde angehörten.

## Politik

### Gemeinderat
Der Rat besteht aus 20 Ratsmitgliedern und der Bürgermeisterin. Bei der Kommunalwahl am 26. Mai 2019 ergab sich folgende Sitzverteilung im Gemeinderat:
| Liste: | CDU      | SPD     | FDP    | AfD    | FWG     | EB      | Gesamt   |
| ------ | -------- | ------- | ------ | ------ | ------- | ------- | -------- |
| 2014:  | 12 Sitze | 3 Sitze | –      | –      | 4 Sitze | 1 Sitz  | 20 Sitze |
|        |          |         |        |        |         |         |          |
| 2019:  | 7 Sitze  | 2 Sitze | 1 Sitz | 1 Sitz | 5 Sitze | 4 Sitze | 20 Sitze |

### Bürgermeister
Bürgermeister der Gemeinde ist Stefan Müller, gewählt am 8. April 2018. Bei der Stichwahl wurde er bei einer Wahlbeteiligung von 41,18 % mit 68,04 % der gültigen Stimmen ins Amt gewählt.

### Wappen

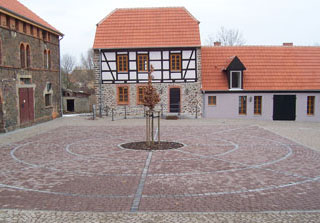
Domäne und Museum mit Touristeninformation

Das Wappen wurde am 5. Juli 2004 durch das Regierungspräsidium Magdeburg genehmigt.

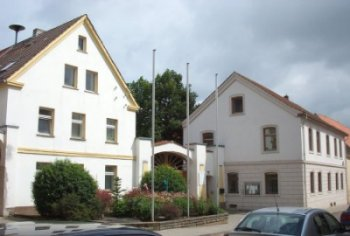
Gemeindeverwaltung Niedere Börde

Blasonierung: „In Grün über zwei parallelen, schwarz konturierten Wellenleistenstäben ein offener silberner Torbogen (Korbbogen), in der Toröffnung ein abgeschnittener Pferderumpf.“
Die neugegründete Einheitsgemeinde übernahm das vorher genehmigte Wappen der aufgelösten Verwaltungsgemeinschaft Niedere Börde. Die Farben der Gemeinde sind Silber (Weiß) – Grün.
Es soll die Architektur der Toreinfahrten der Bördehöfe in diesem Territorium verbunden werden mit der Würdigung der Pferde, die täglich durch diese Tore auf die Felder zogen. Weiterhin soll die Toreinfahrt gleichzeitig das Tor von Norden her (Altmark) in die Börde symbolisieren. Die beiden Wellenbalken gelten der geografischen Parallelität von Ohre und Mittellandkanal, die das Gebiet der Gemeinde durchqueren.
Ortsteilwappen

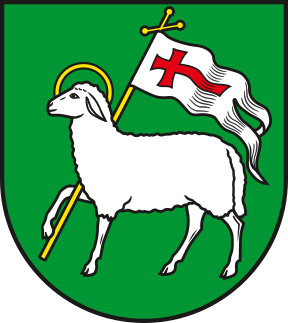
Dahlenwarsleben
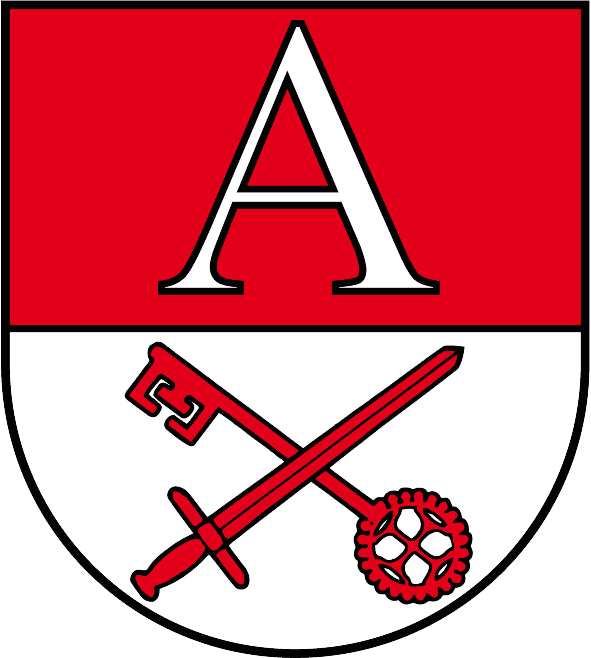
Groß Ammensleben
Gutenswegen
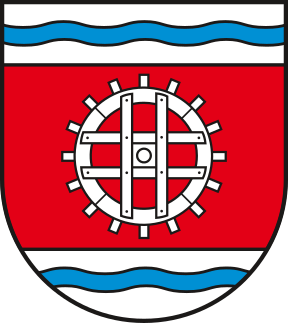
Jersleben
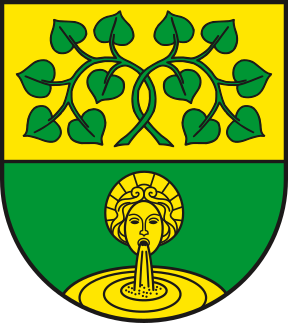
Klein Ammensleben
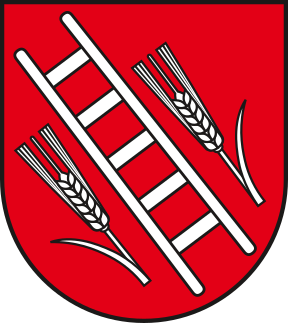
Meseberg
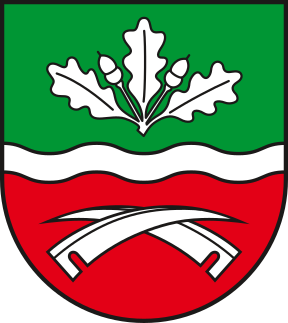
Samswegen
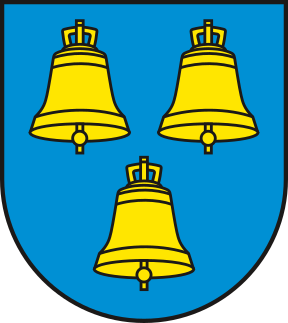
Vahldorf

## Wirtschaft und Infrastruktur

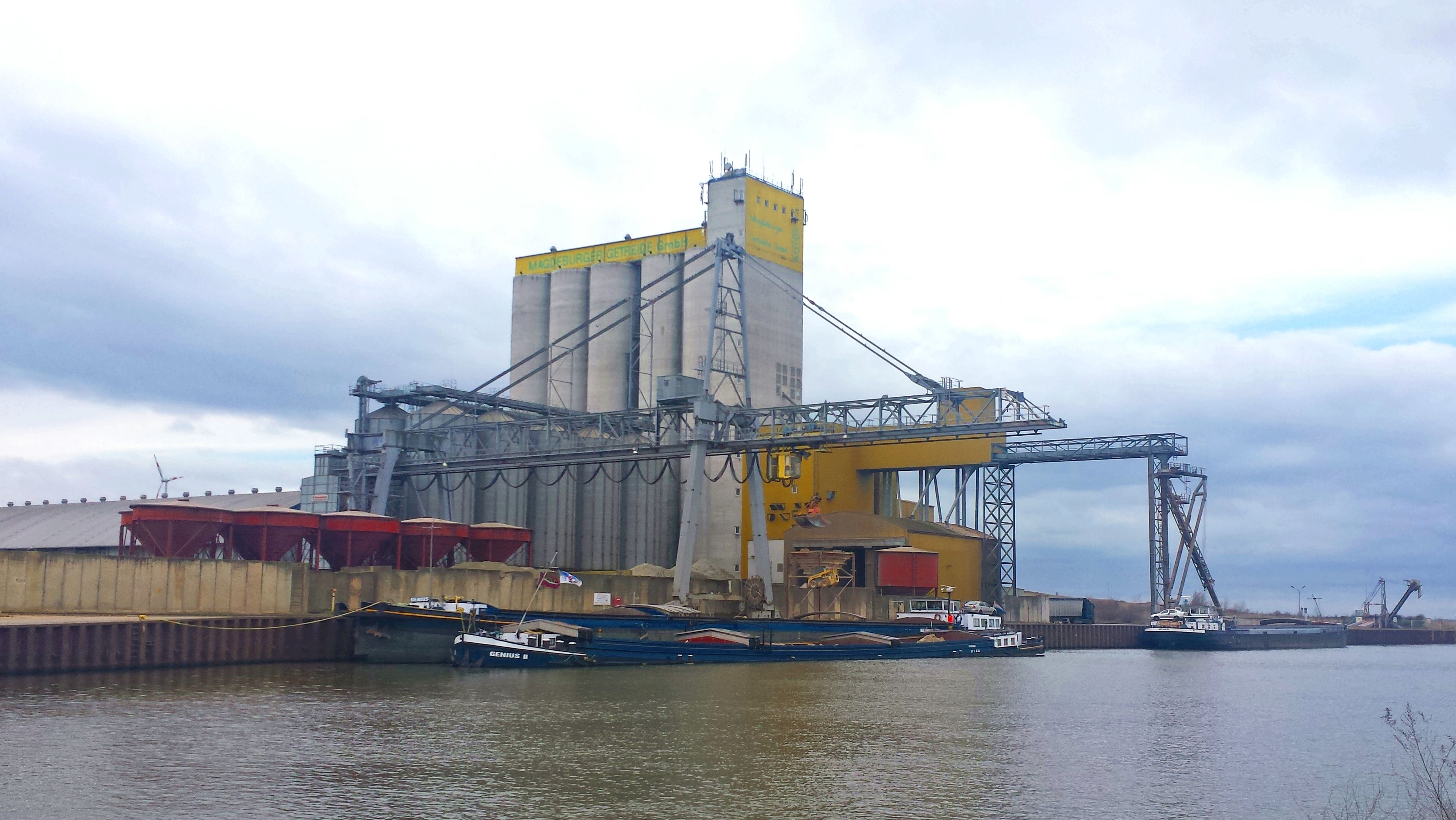
Der Hafen am Mittellandkanal in Vahldorf

### Industrie
Niedere Börde besitzt in Vahldorf ein 75 ha großes Industrie- und Gewerbegebiet mit Hafenanbindung an den Mittellandkanal. Dort angesiedelt sind unter anderem die BördeBus Verkehrsgesellschaft und die Magdeburger Getreide GmbH.

### Verkehr
In der Gemeinde endet zurzeit die A 14 aus Dresden kommend, welche bei Dahlenwarsleben in die Bundesstraße 71 nach Haldensleben übergeht. Geplant ist die Nordverlängerung der A 14 Richtung Norden nach Schwerin. Etwa 5 km im weiteren Verlauf der A 14 Richtung Süden befindet sich das Autobahnkreuz Magdeburg mit der Anbindung an die A 2 Berlin – Hannover. Von Wolmirstedt aus kommend verlaufen die L 44 und die L 47 durch mehrere Ortschaften der Niederen Börde. Die Gemeinde liegt außerdem mit den Haltepunkten Vahldorf und Groß Ammensleben an der Bahnstrecke Glindenberg–Oebisfelde. Im Norden verläuft der Mittellandkanal von Osten nach Westen durch die Gemeinde, welche im Gewerbegebiet Vahldorf einen Hafen besitzt.

#### Öffentlicher Personennahverkehr
Der ÖPNV wird in der Niederen Börde durch sieben durch die Gemeinde verlaufende Regionalbuslinien der BördeBus Verkehrsgesellschaft realisiert.

## Bauwerke

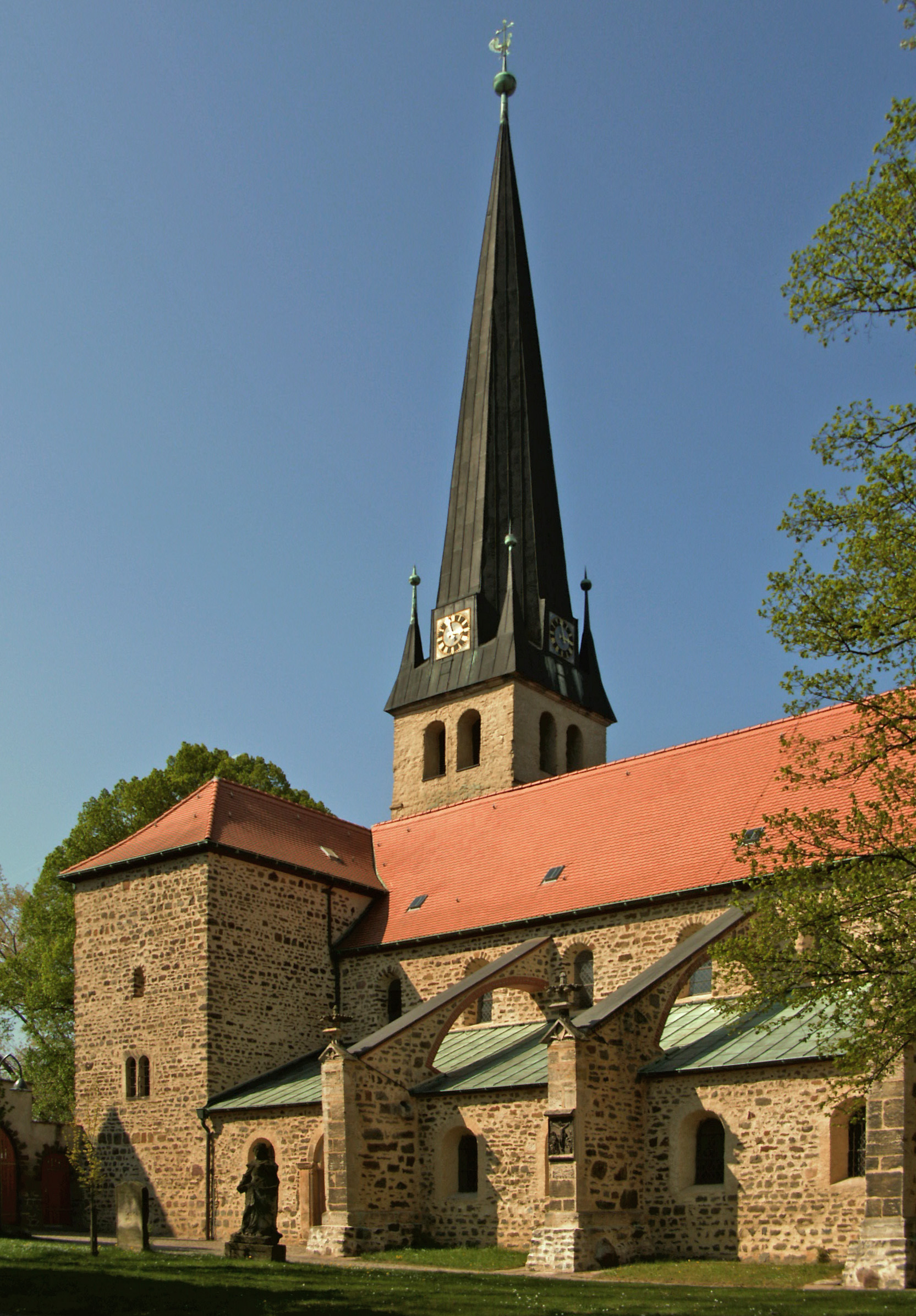
Ehemalige Klosterkirche St. Peter und Paul in Groß Ammensleben

Die in der Gemeinde befindlichen Kulturdenkmale sind in der Liste der Kulturdenkmale in Niedere Börde eingetragen, die Bodendenkmale in der Liste der Bodendenkmale in Niedere Börde.
Hervorzuheben ist das Kloster Ammensleben mit der St. Peter und Paul-Kirche in Groß Ammensleben. Kloster und Kirche sind Sehenswürdigkeiten an der Straße der Romanik. Ein Merkmal der Gemeinde sind außerdem die zahlreichen ehemaligen Bauernhöfe mit großen Torbögen, den sogenannten Bördehöfen.

## Sport
Die Gewichtheber des SSV Samswegen 1884 e. V. wurden 2006, 2007 und 2019 deutscher Mannschaftsmeister. 2023 wurden sie Vizemeister in der deutschen Gewichtheber-Bundesliga.